# 毛里求斯鹃鵙
毛里求斯鹃鵙（学名：Coracina typica）是山椒鸟科鸦鹃鵙属的一种，为毛里求斯的特有种。其自然栖息地为亚热带或热带的湿润低地森林。该物种受栖息地减少威胁。